# Baryancistrus niveatus
Baryancistrus niveatus är en fiskart som först beskrevs av Castelnau, 1855.  Baryancistrus niveatus ingår i släktet Baryancistrus och familjen Loricariidae. Inga underarter finns listade.

## Bildgalleri

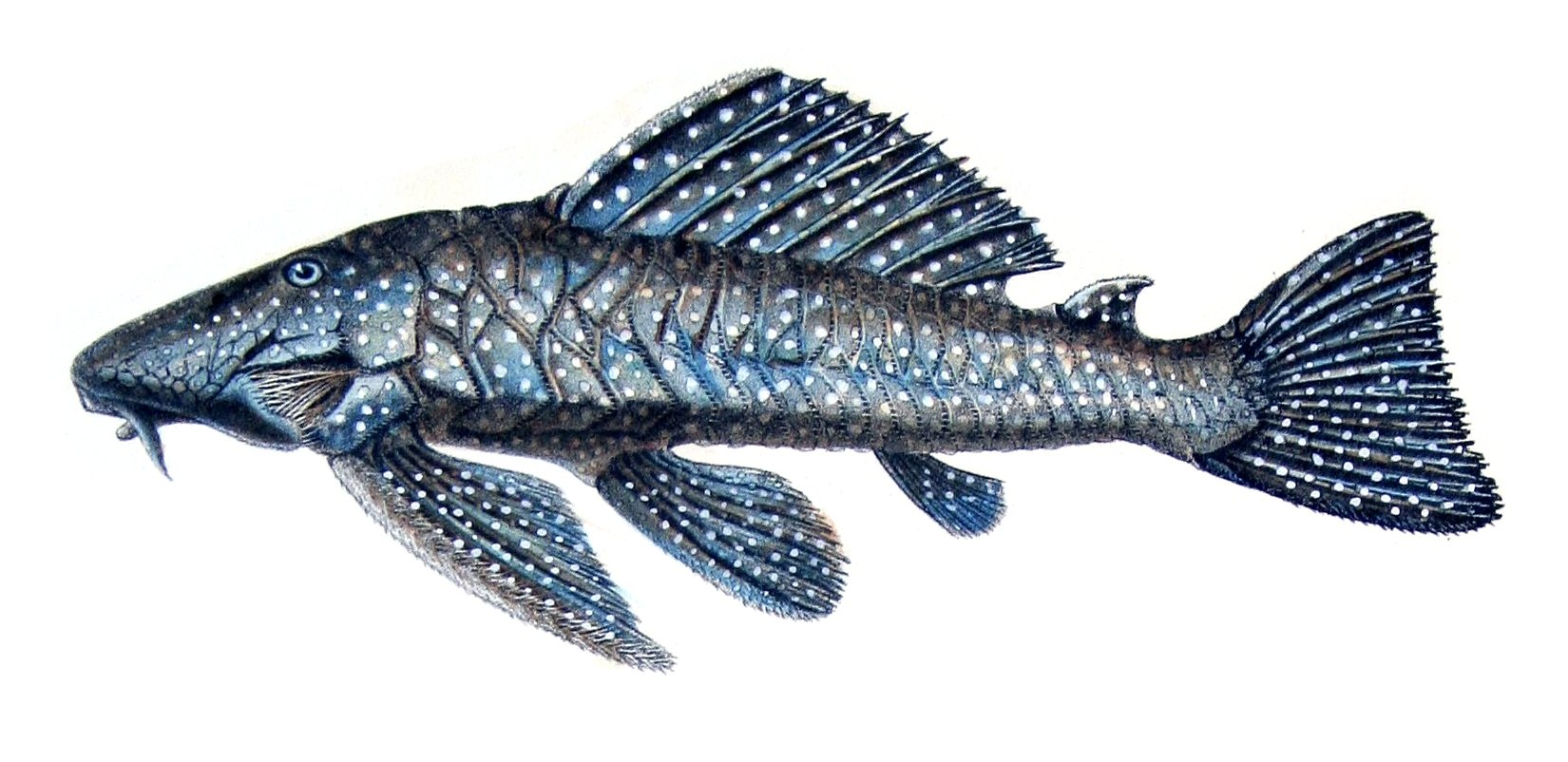
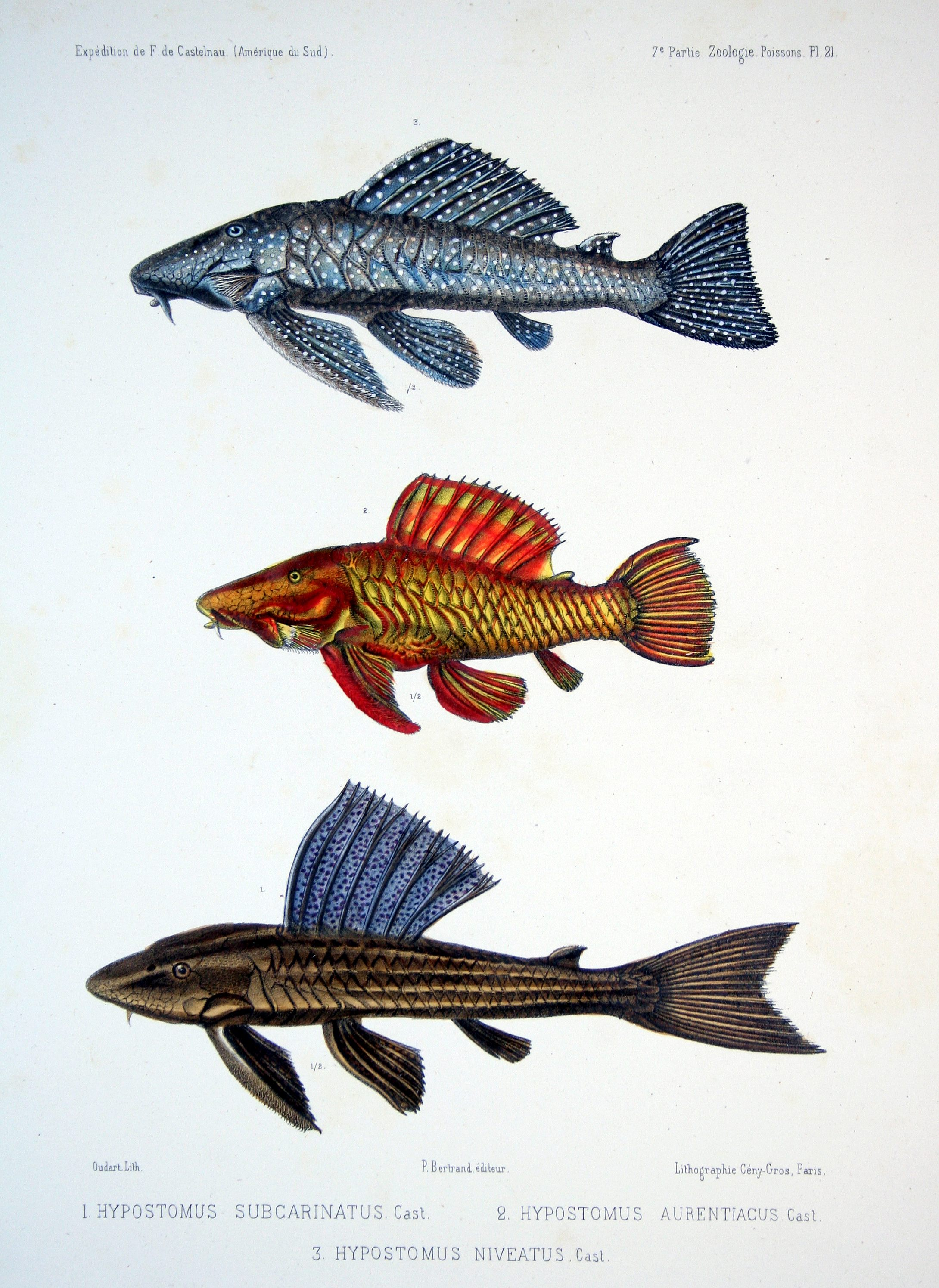